# 聂宝璋
聂宝璋（1922年—），河北蓟县（今天津市蓟县）人，中国社会科学院经济研究所研究员，中国社会科学院荣誉学部委员。1947年毕业于南开大学，获学士学位。1949年毕业于南开经济研究所，获硕士学位。